# 卡洛姆 (伊利諾伊州)
卡洛姆（英語：Cullom）是位於美國伊利諾伊州利文斯頓縣的一個村落。

## 地理
卡洛姆的座標為40°52′42″N 88°16′08″W / 40.87833°N 88.26889°W，而該地最高點為海拔高度208米（即682英尺）。

## 人口
根據2010年美國人口普查的數據，卡洛姆的面積為0.88平方千米，當中陸地面積為0.88平方千米，而水域面積為0.00平方千米。當地共有人口555人，而人口密度為每平方千米630人。